# Airbus NSR
L'Airbus NSR és un projecte d'avió destinat a substituir l'actual Airbus A320. S'estima que comenci a funcionar l'any 2025.